# Friedrich Curtius
Pour les articles homonymes, voir Curtius.
Friedrich Curtius, né le 7 juillet 1851 à Berlin et mort le 5 (ou le 4) mai 1933 à Heidelberg est un haut fonctionnaire allemand. Il est président du consistoire supérieur et du directoire de l'Église de la Confession d'Augsbourg d'Alsace et de Lorraine de 1903 à 1914.